# Exalbidion rufipunctum
Exalbidion rufipunctum là một loài nhện trong họ Theridiidae.
Loài này thuộc chi Exalbidion. Exalbidion rufipunctum được Herbert Walter Levi miêu tả năm 1959.